# Зублище
Зублище (бел. Зублішча) — деревня в Колковском сельсовете Петриковского района Гомельской области Беларуси.
Кругом лес.

## География

### Расположение
В 56 км на северо-восток от Петрикова, 35 км от железнодорожной станции Птичь (на линии Лунинец — Калинковичи), 188 км от Гомеля.

## Транспортная сеть
Транспортные связи по просёлочной, затем автомобильной дороге Лунинец — Гомель. Планировка состоит из 3 коротких, параллельных между собой улиц меридиональной ориентации, которые на севере соединяются широтной улицей. Застройка редкая, деревянная, усадебного типа.

## История
Обнаружено первое упоминание деревни, когда в 1717 г. вместе с соседней деревней Секеричи платили 120 злотых гиберны (плата на содержание Войска Речи Посполитой в зимний период). В 1765 г. Владение мозырского подкоморного Михала Еленского. В 1766 году обозначена в составе Якимовичского староства, которым владел Людвик Еленский, плативший в казну кварту (четверть дохода на содержание армии) в размере 424 злотых и гиберны 495 злотых. По инвентарю 1789 года обозначена в составе Якимовичского староства, королевская собственность. В 1795г. владение Яна Рафиловича Еленского. Во второй половине XIX века обозначена во владении Павла Голенищева Кутузова Толстого.
В XIX веке упоминается как деревня в Крюковичской волости Мозырского уезда Минской губернии. Обозначена на карте 1866 года, которая использовалась Западной мелиоративной экспедицией, работавшей в этих местах в 1890-е годы. В 1859 и 1879 годах упоминается как селение в Колковском церковном приходе (64 прихожанина в 1859 году). Согласно переписи 1897 года действовал хлебозапасный магазин. В конце XIX века обозначено 12 дворов.
В 1919 году открыта школа, которая размещалась в наёмном крестьянском доме. В 1930 году организован колхоз. Во время Великой Отечественной войны в июне 1944 года оккупанты сожгли 113 дворов убили 45 жителей. 21 житель погиб на фронте. В боях около деревни погибли 3 советских солдата (похоронены в братской могиле на кладбище). Сельскохозяйственная артель (колхоз) им. Ленина, д. Зублище, с 19.06.1950 центр перенесен в д. Колки. Согласно переписи 1959 года в составе колхоза имени В. И. Ленина (центр — деревня Колки).

## Население

### Численность
- 2004 год — 33 хозяйства, 63 жителя.

#### Динамика
- 1897 год — 10 дворов, 142 жителя (согласно переписи).
- 1908 год — 20 дворов, 204 жителя.
- 1924 год — 57 дворов, 333 жителя
- 1925 год — 60 дворов.
- 1940 год — 120 дворов, 546 жителей.
- 1959 год — 182 жителя (согласно переписи).
- 2004 год — 33 хозяйства, 63 жителя.
- 2009 год — 33 жителя (согласно переписи).